# Niklas Kreutzmann
Niklas Kreutzmann, né le 18 septembre 1982, est un footballeur groenlandais qui évolue au poste d'attaquant.
International groenlandais, il joue actuellement au club de Aarhus Fremad au Danemark. 